# 高橋一起
高橋 一起（たかはし いっき、1941年 - ）は、日本の小説家、著作家。

## 経歴
広島県広島市生まれ。広告会社でコピーライターを務める。1983年に『犬のように死にましょう』で文學界新人賞受賞。その後、広告の制作会社を経営しながら『性の器』『正しい生活』を「新潮」ほか文芸誌で発表。退職後、2005年から作家活動を本格化すると共に、ブログ【胸のなかのナイフ】を開始。2022年より、ピコハウスが運営する「げんごや」で一部の作品を無料公開。
父の高橋武夫は弁護士・歌人で、広島原爆で被爆した体験を短歌に詠み、大江健三郎『ヒロシマ・ノート』にも引用されている。

## 著書
- 『死者たちのフェアウェイ』福武書店 1994
- 『双頭の性』新風舎文庫 2005受賞作
- 『奥州王。 日本最強の異人種、安倍一族の戦い』新風舎 2005受賞作
- 『サヨナラ、東京』新風舎 2006受賞作
- 『父の遺した三十一文字』作品社 2008
- 『二度死んだ母のこと』作品社 2009